# Trefoldigheden
Trefoldigheden var et linjeskib der tjente som Christian 4.'s admiralsskib og deltog i flere afgørende slag. Den 14. maj 1644 spillede det en central rolle i slaget i Listerdyb mod den hollandske flåde, hyret af Louis de Geer og ledet af Martin Thijssen. Skibet gentog denne præstation den 1. juli 1644 i søslaget på Kolberger Heide, hvor det stod over for den svenske flåde ledet af Klas Fleming.
Trefoldigheden blev bygget mellem 1639 og 1642 på Albert Baltser Berns og Leonhard Marselis' værft ved Neustadt i Lübeck Bugt af en ukendt skibsbygmester fra Lybæk. Trefoldigheden gennemgik senere en ombygning foretaget af den skotske bygmester James Robbins, sandsynligvis på Hovedøen i Oslofjorden. Denne ombygning blev fuldført i januar 1644, og Trefoldigheden målte herefter 44,5 meter i længden, 11,3 meter i bredden og vejede 1.300 ton. Bestykket med 44 kanoner fordelt på 2 dæk, herunder ¾-kartover (18 kg) kanoner nederst og ½-kartover (12 kg) kanoner øverst, havde skibet yderligere plads til 14 ekstra lette kanoner. Besætningen talte 300 mand.
I september 1657 var Trefoldigheden involveret i slaget ved Falsterbo, udstyret med 44 store kanoner og 22 lette. Yderligere deltog det indirekte i slaget i Øresund i 1658 og spillede en aktiv rolle i slaget i Femern Bælt ved Rødsand den 30. april 1659.
Efter disse begivenheder blev skibet reduceret til et vagtskib.
I 1676 på Toldboden i København blev der affyret glædesskud for Karlshamns overgivelse, hvor ved der udbrød brand i Trefoldigheden, som lå til der, så det fuldstændig brændte ned. Skibet blev dog tilsyneladende ikke totalt ødelagt, for den franske forfatter Lacombe De Vrigny, der besøgte København i 1702, berettede: "Man kan stadig se resterne af et skib, hvor Christian den Fjerde mistede øjet under kampen på grund af en splint. Skibets skrog var blevet lagt i havnen, hvor man opbevarer krigsskibe, for at fungere som isbryder, indtil man rejste estakaderne, som nu er der; man kan stadig se skibets sider helt dækket af mos midt ude i vandet." Skibet, sammen med flere andre, forblev som et vrag i mange år efter denne hændelse.
Dele af det gamle gulv i Holbergsalen på Admiral Gjeddes Gård (en) kan spores til Trefoldighedens kanondæk.